# Медична сестра
Меди́чна сестра́ (медсестра́; заст. сестра милосердя чи сестра́-жалібни́ця), або меди́чний брат (медбра́т) — людина з середньою медичною освітою, котра працює в галузі сестринської справи, під керівництвом лікаря або помічника лікаря (чи фельдшера), і яка навчана піклуватися про окремих осіб (пацієнтів), сім’ї та громади, з метою досягнення, підтримки або відновлення оптимального здоров’я та якості життя. 
Медична сестра, на відміну від лікаря, не займається повним обстеженням хворих, діагностикою, призначенням лікування. На відміну від фельдшера, не працює самостійно, а виконує вже зроблені призначення, за винятком невідкладних станів та відсутності інших медиків, вищих за рангом.
У багатьох країнах у післявоєнні роки цей традиційний підхід до медсестринства, як до справи «середнього медичного персоналу», значно змінився у бік більшої самостійності, поділу сфер компетентності та набуття медсестрами вищої освіти, наукових ступенів і, відповідно, високої відповідальності.
Міжнародний день медичної сестри відзначається 12 травня.

## Освіта
В Україні також зроблені кроки до запровадження вищої медсестринської освіти і, відповідно, підвищення професійного статусу.
Реформа освіти Медичної сестри в Україні дозволила сформувати ступеневість професійного зростання медсестри — спеціаліст, бакалаврат, магістратура. Проте, реальна ефективність реформованої сестринської освіти має багато «недоліків».

## Галерея

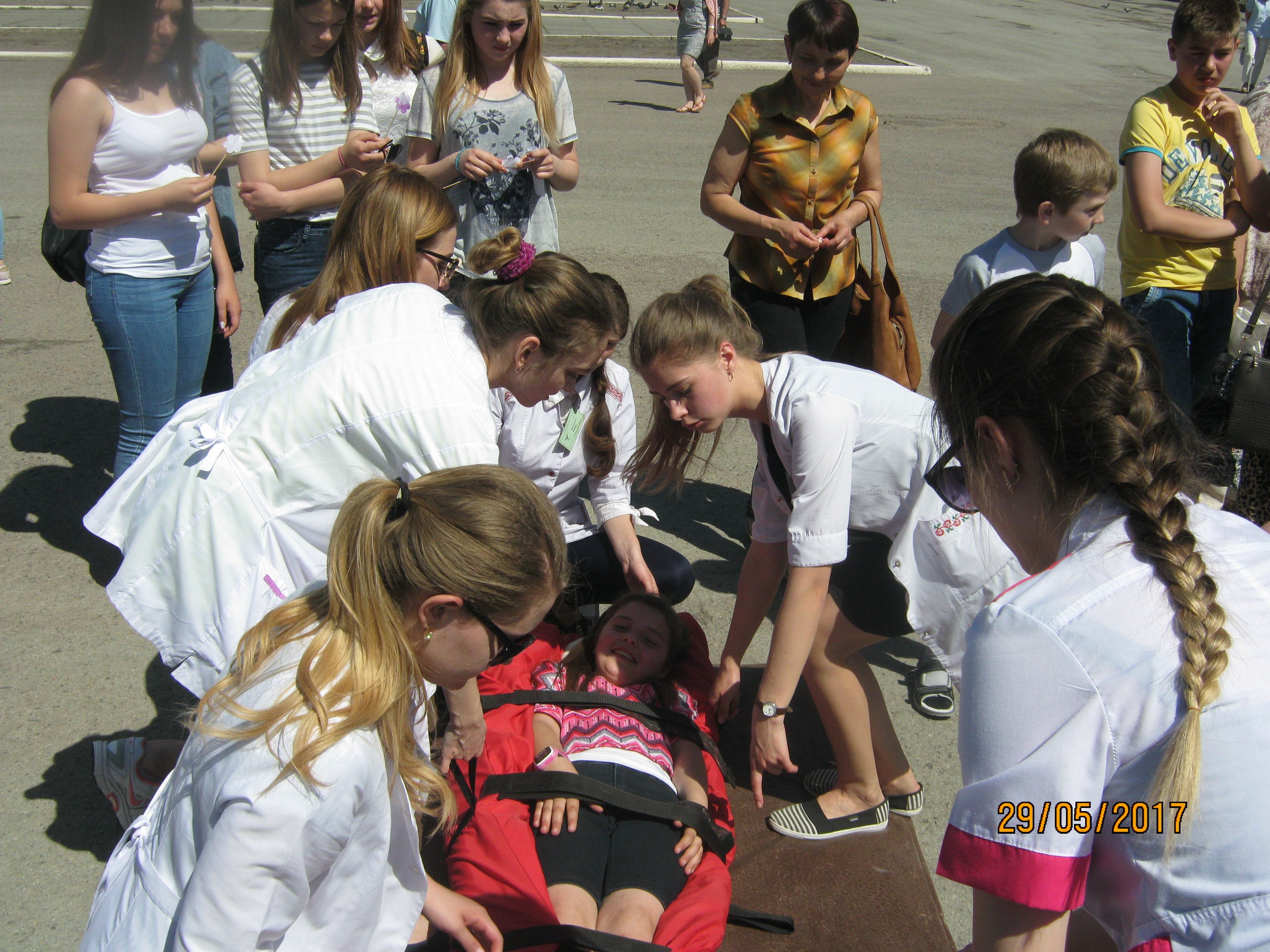
Сучасні медичні сестри під час публічного навчання у 2017, Україна
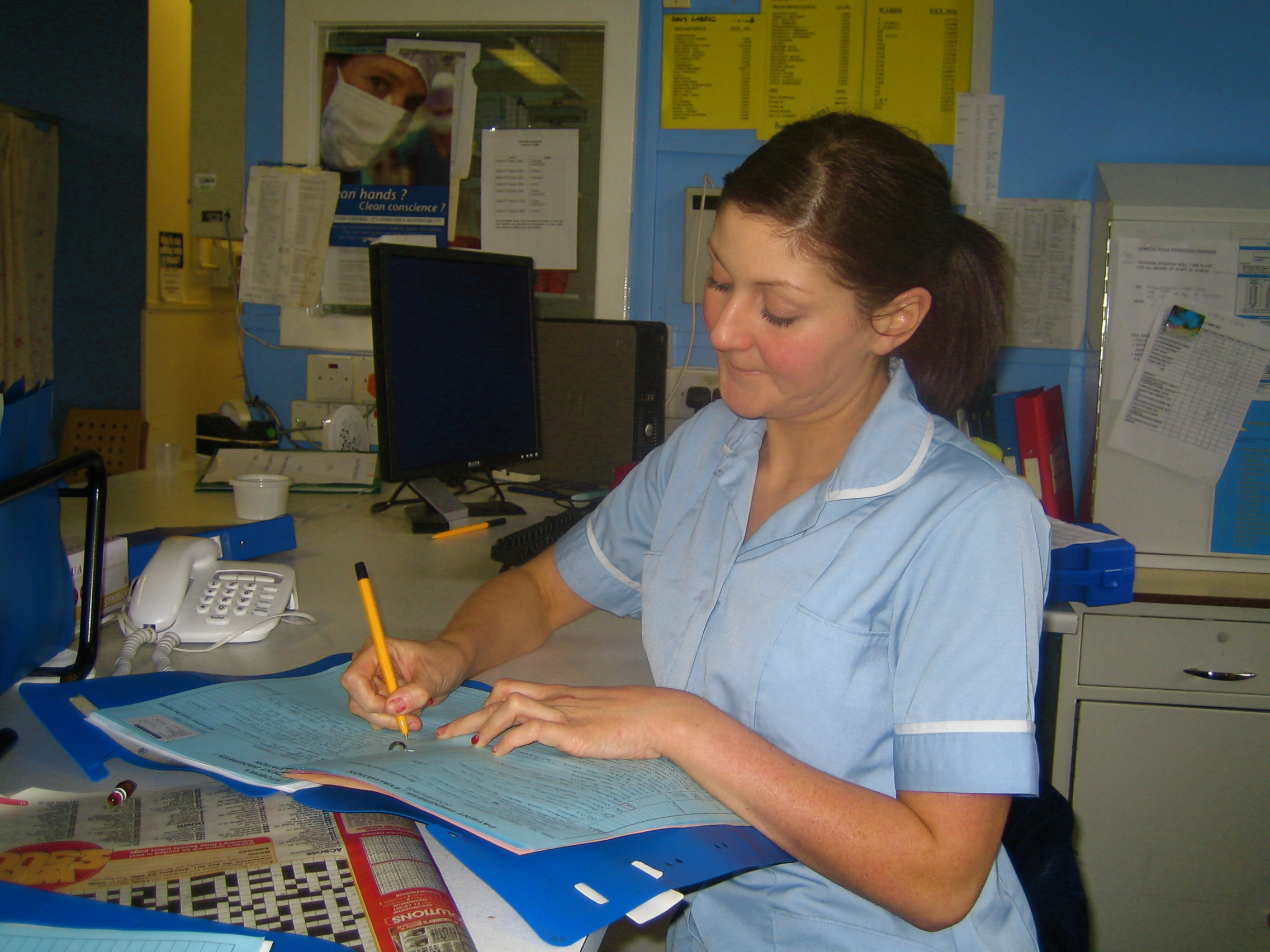
Британська медична сестра в 2008
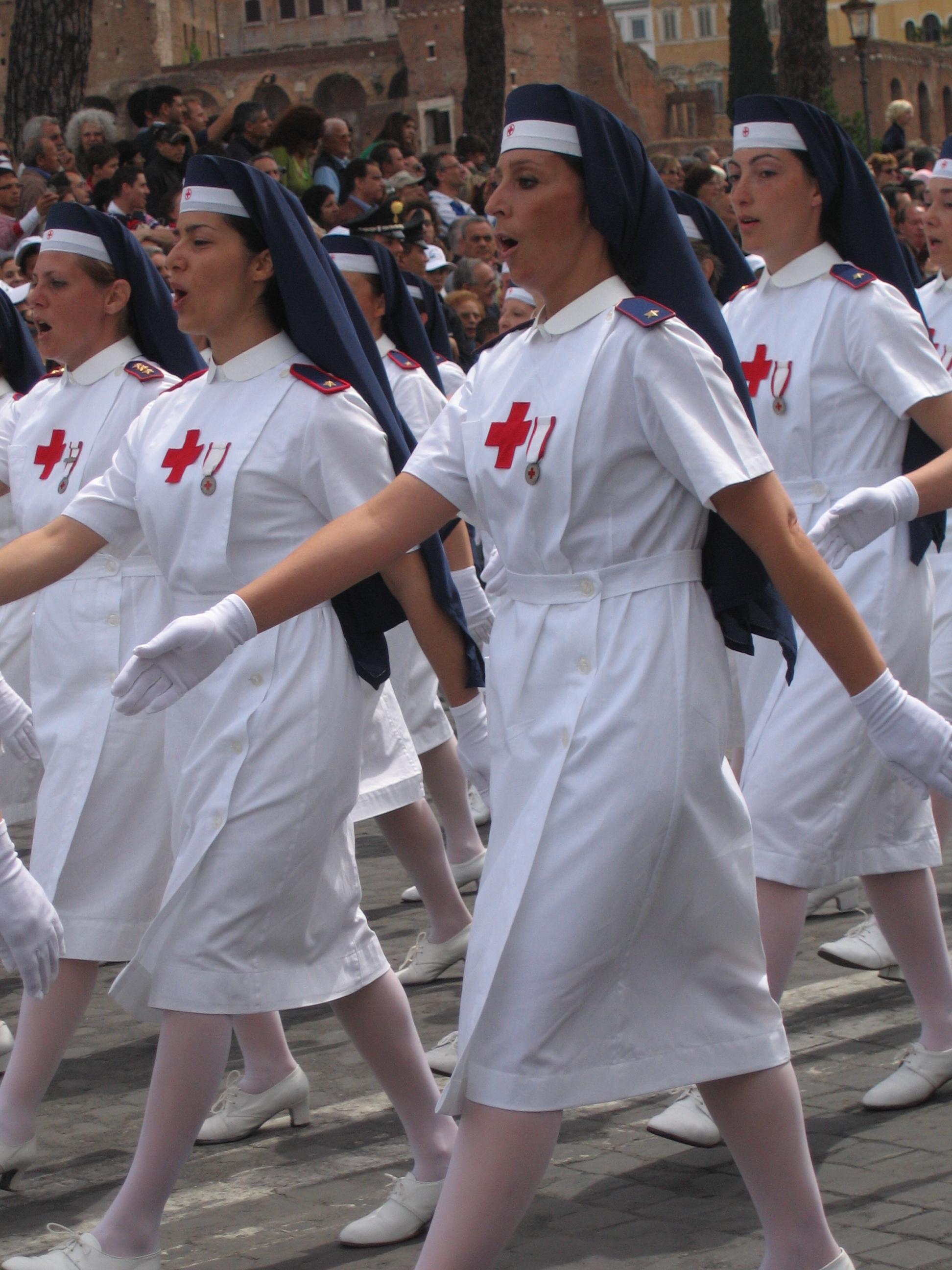
Італійська медсестра в червні 2007
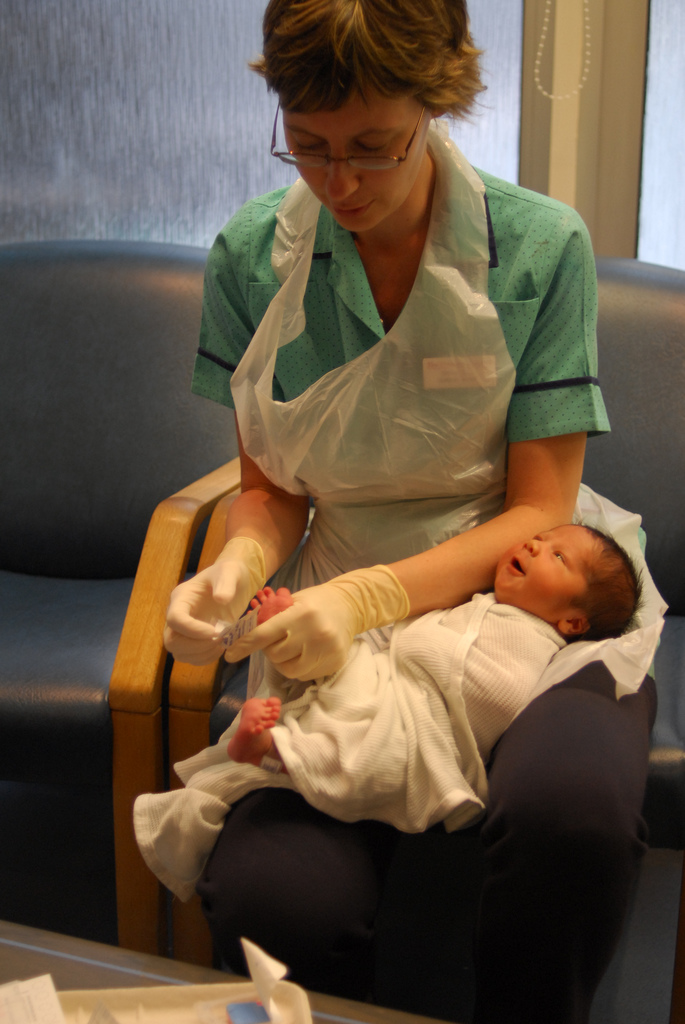
Британська медична сестра в 2006
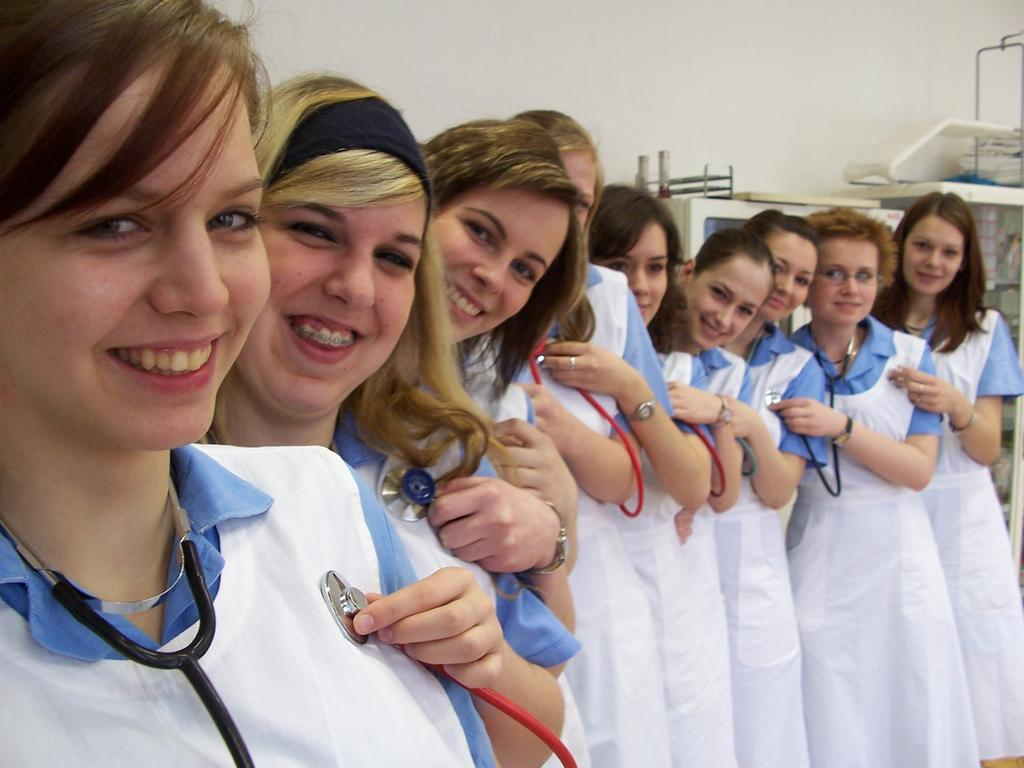
Чеські медичні студентки в 2006
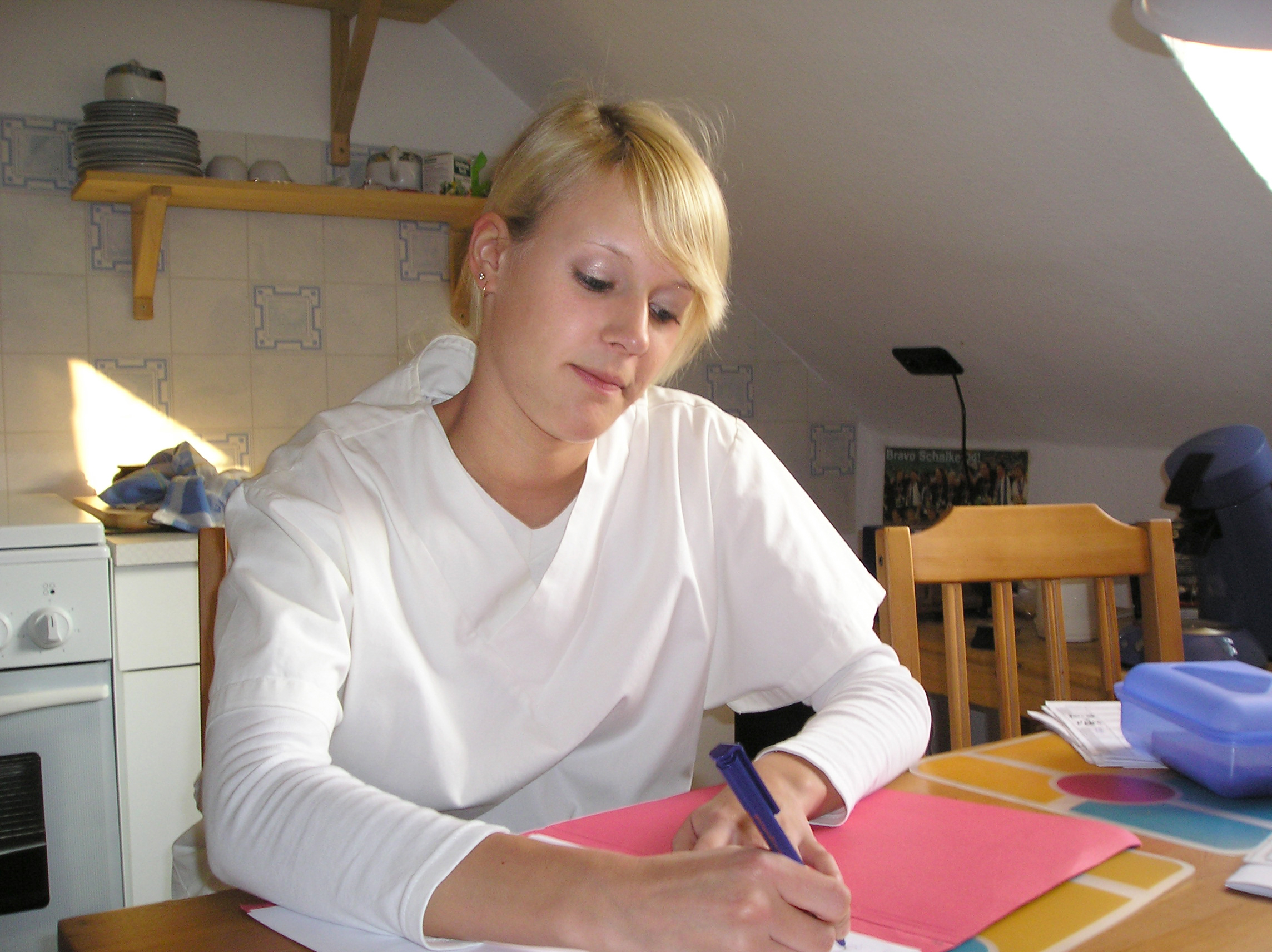
Німецька медсестра в 2005
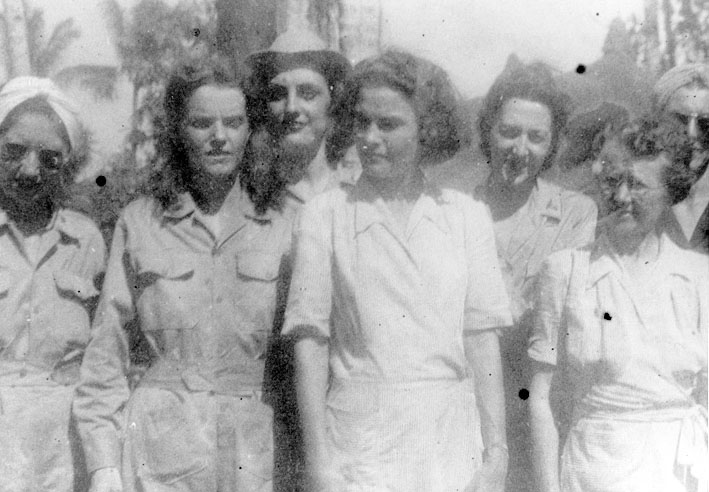
Американські медсестри, врятовані з  Санто Томаса в 1945 році
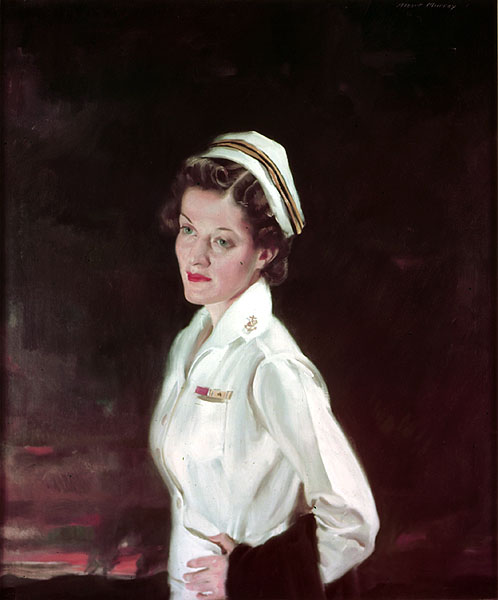
Американська медсестра Енн Агнес Бернетітес в 1942 році
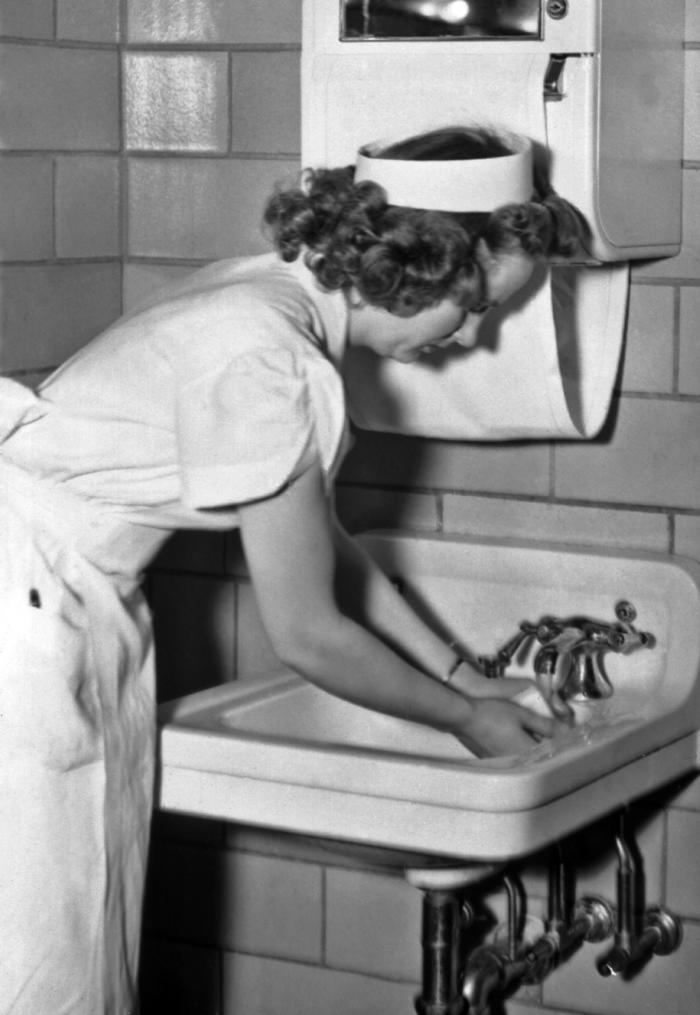
Американська медсестра з Міннесоти в 1930 році
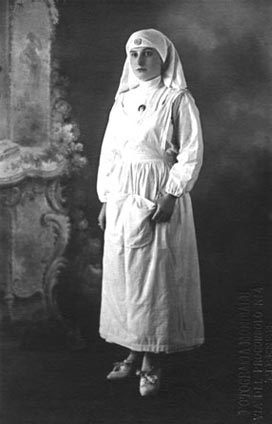
Італійська медична сестра Марія Валторта в 1918 році
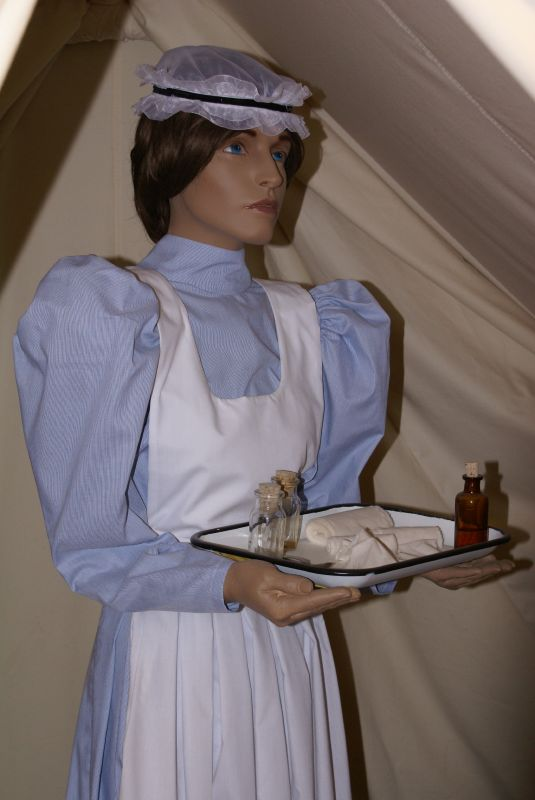
Уніформа британських медсестер у 1900 році
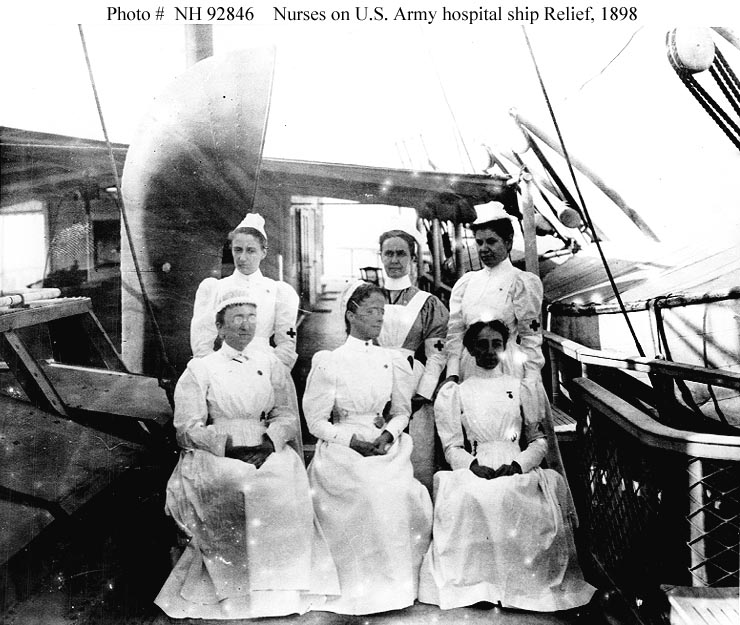
Американські медсестри 1898 року
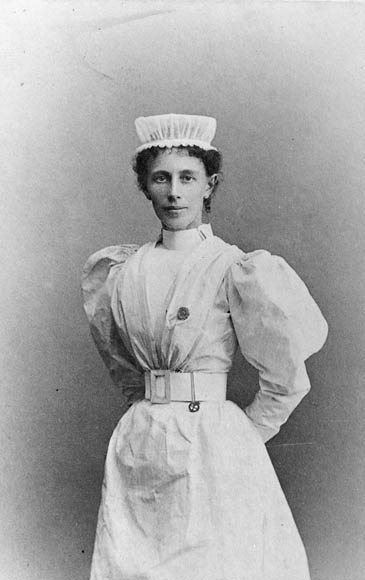
Канадська медсестра Джорджина Поп в 1898 році
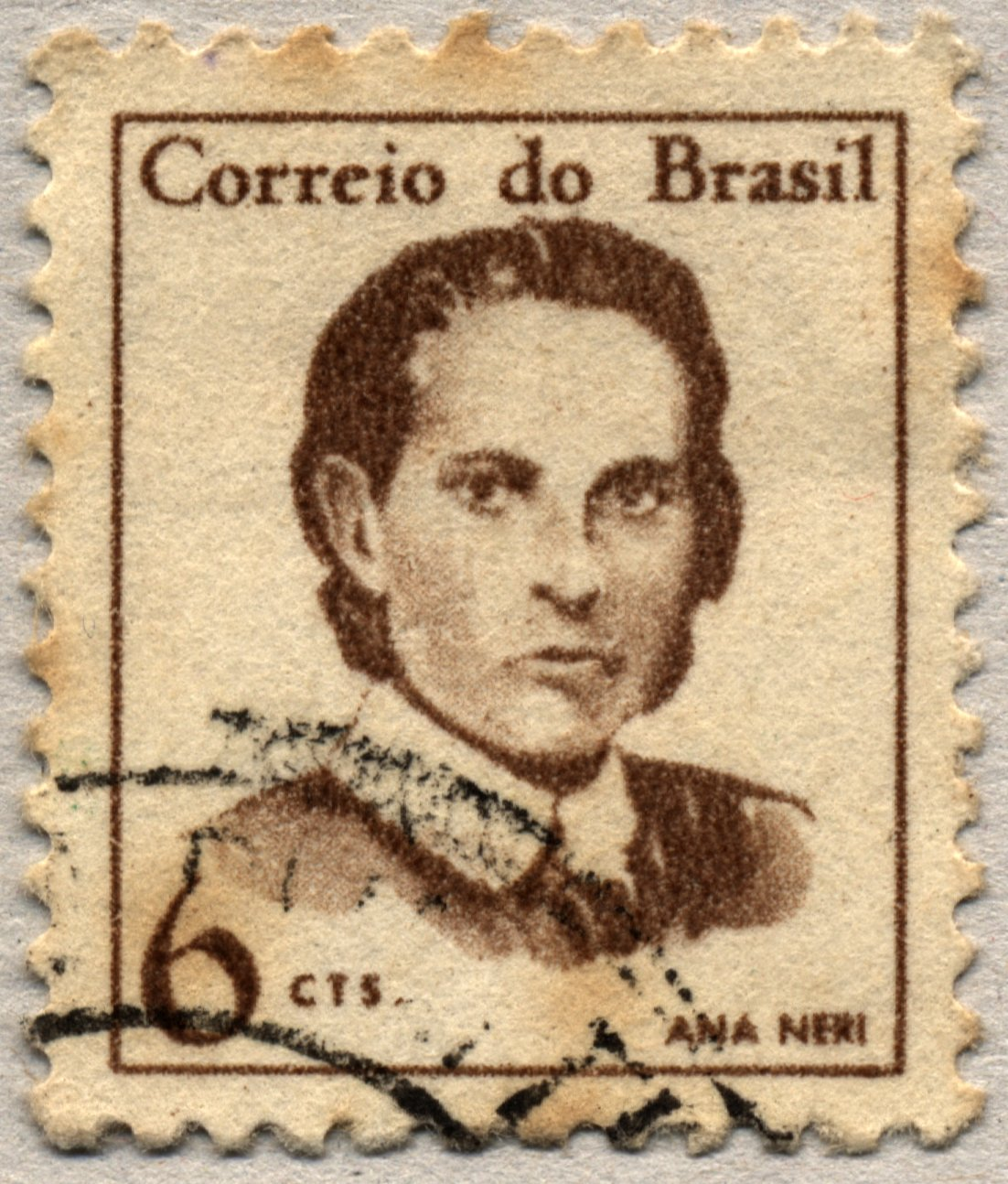
Ана Нері, піонерка медсестринства в Бразилії, відома своїми діями в Парагвайській війні
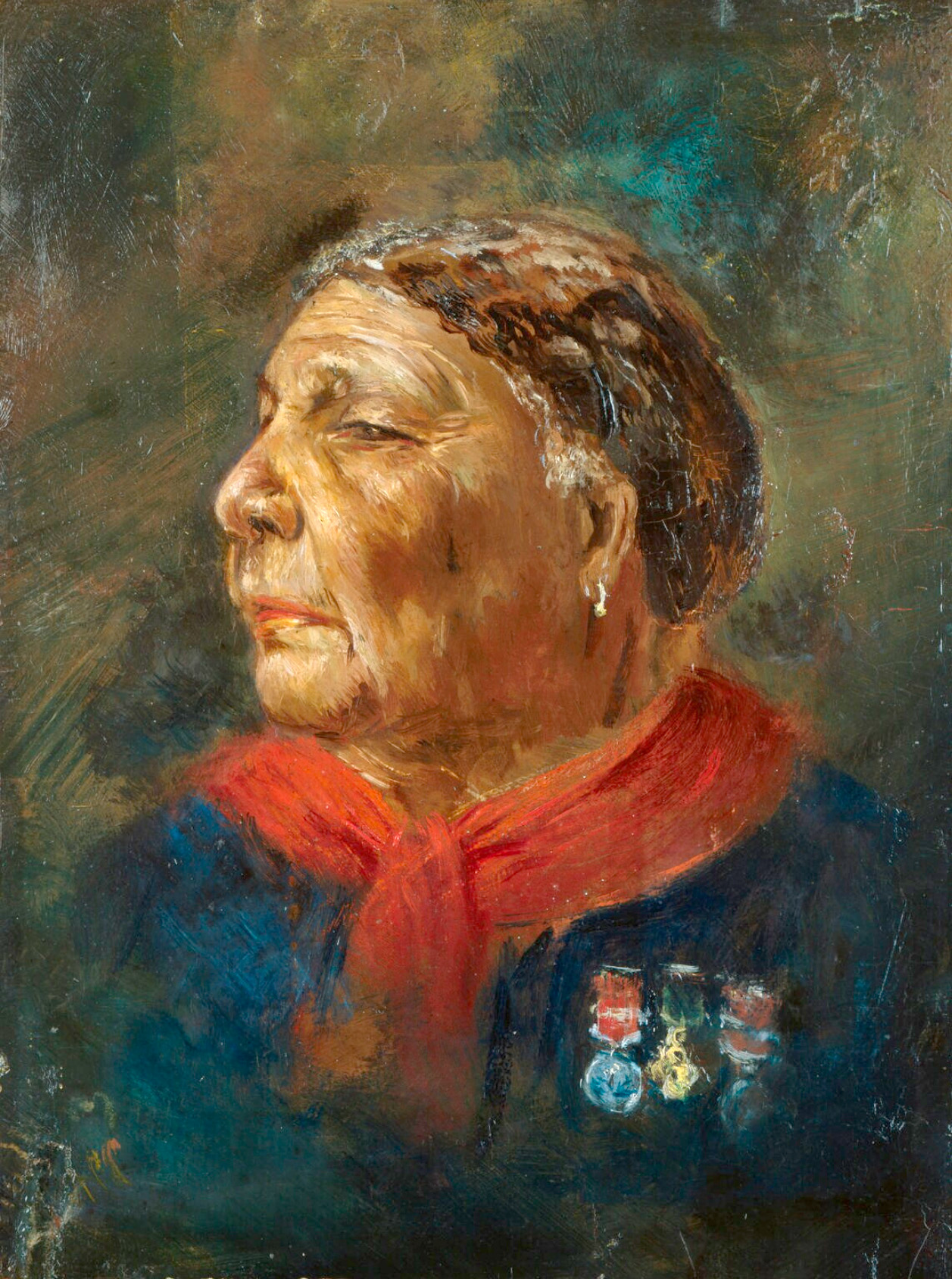
Мері Сікол, британсько-ямайська медсестра, відома участю в Кримській війні
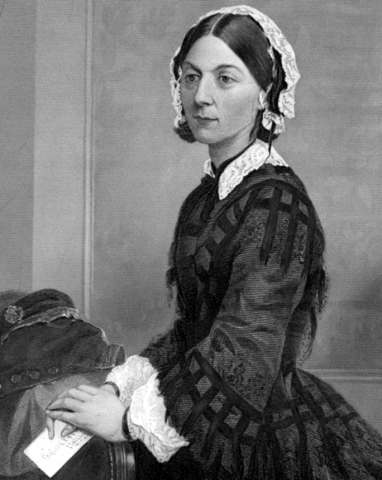
Сестринська форма, створена після Кримської війни
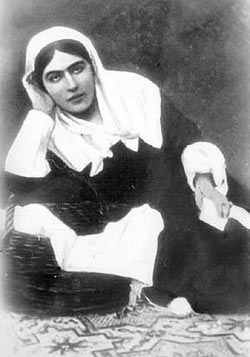
Одна з перших військових медсестер Юлія Вревська під час російсько-османської війни 1877-1878 років

## Законодавство

### Перелік діючих наказів щодо роботимедичних сестерв Україні[12]
- Наказ МОЗ України від 1 червня 2013 року № 460 «Про затвердження протоколів медичної сестри (фельдшера, акушерки) з догляду за пацієнтом та виконання основних медичних процедур та маніпуляцій » [Архівовано 23 січня 2022 у Wayback Machine.] Втрата чинності від 03.11.2021, підстава - v2415282-21
- Наказ МОЗ України № 552 від 11.08.2014 р. «Про затвердження державних санітарних норм та правил «Дезінфекція, передстерилізаційне очищення та стерилізація медичних виробів в закладах охорони здоров’я»
- Наказ МОЗ України № 798 від 21.09.2010 р. «Про затвердження методичних рекомендацій «Хірургічна та гігієнічна обробка рук медичного персоналу»
- Наказ МОЗ України № 325 від 08.06.2015 р. «Про затвердження державних санітарно-протиепідемічних правил і норм щодо поводження з медичними відходами»
- Наказ МОЗ України № 293 від 30.04.2014 р. «Про затвердження інструкції зі збору, сортування, транспортування, зберігання, дезінфекції та прання білизни у закладах охорони здоров’я»
- Наказ МОЗ України № 181 від 04.04.2008 р. «Про затвердження методичних рекомендацій «Епідеміологічний нагляд за інфекціями області хірургічного втручання та їх профілактика»
- Наказ МОЗ України № 236 від 04.04.2012 р. «Про організацію контролю та профілактики післяопераційних гнійно-запальних інфекцій, спричинених мікроорганізмами, резистентними до дії антимікробних препаратів»
- Наказ МОЗ України № 38 від 28.03.1994 р. «Про організацію та проведення заходів по боротьбі з педикульозом»
- Наказ МОЗ України № 955 від 05.11.2013 р. «Про затвердження нормативно-правових актів щодо захисту від зараження ВІЛ-інфекцією при виконанні професійних обов'язків»
- Наказ МОЗ України № 120 від 25.05.2000 р. «Про вдосконалення організації медичної допомоги хворим на ВІЛ-інфекцію/СНІД»
- Наказ МОЗ України № 410 від 22.05.2013 р. «Про затвердження форм облікової документації та звітності стосовно реєстрації випадків контакту осіб з кров'ю чи біологічними матеріалами людини, забрудненими ними інструментарієм, обладнанням чи предметами, проведення постконтактної профілактики ВІЛ-інфекції та інструкцій щодо їх заповнення»
- Наказ МОЗ України № 148 від 17.03.2015 р. «Про затвердження порядку підтвердження зв’язку зараження ВІЛ-інфекцією з виконанням працівником своїх професійних обов’язків»
- Наказ МОЗ України № 34 від 15.01.2014 р. «Про затвердження та впровадження медико-технологічних документів зі стандартизації екстреної медичної допомоги»
- Наказ МОЗ України № 494 від 07.08.2015 р. «Про деякі питання придбання, перевезення, зберігання, відпуску, використання та знищення наркотичних засобів, психотропних речовин і прекурсорів у закладах охорони здоров’я»
- Наказ МОЗ України № 360 від 19.07.2005 р. «Про затвердження правил виписування рецептів на лікарські засоби і вироби медичного призначення, порядку відпуску лікарських засобів і виробів медичного призначення з аптек та їх структурних підрозділів, інструкції про порядок зберігання, обліку та знищення рецептурних бланків»
- Постанова Кабінету Міністрів України № 282 від 06.04.2016 р. «Деякі питання ліцензування господарської діяльності з культивування рослин, включених до таблиці i переліку наркотичних засобів, психотропних речовин і прекурсорів, затвердженого Кабінетом Міністрів України, розроблення, виробництва, виготовлення, зберігання, перевезення, придбання, реалізації (відпуску), ввезення на територію України, вивезення з території України, використання, знищення наркотичних засобів, психотропних речовин і прекурсорів, включених до зазначеного переліку»
- Наказ МВС України № 216 від 15.05.2009 р. «Про затвердження вимог до об'єктів і приміщень, призначених для здійснення діяльності з обігу наркотичних засобів, психотропних речовин, прекурсорів та зберігання вилучених з незаконного обігу таких засобів і речовин»
- Постанова Кабінету Міністрів України № 589 від 03.06.2009 р. «Про затвердження порядку провадження діяльності, пов'язаної з обігом наркотичних засобів, психотропних речовин і прекурсорів, та контролю за їх обігом»
- Постанова Кабінету Міністрів України № 333 від 13.05.2013 р. «Про затвердження порядку придбання, перевезення, зберігання, відпуску, використання та знищення наркотичних засобів, психотропних речовин і прекурсорів у закладах охорони здоров’я»
- Постанова Кабінету Міністрів України № 770 від 06.05.2000 р. «Про затвердження переліку наркотичних засобів, психотропних речовин і прекурсорів»
- Наказ МОЗ України № 490 від 17.08.2007 р. «Про затвердження переліків отруйних  та сильнодіючих лікарських засобів»
- Наказ МОЗ України № 635 від 09.09.2014 р. «Про затвердження методичних рекомендацій ведення обліку лікарських засобів та медичних виробів у закладах охорони здоров’я»
- Наказ МОЗ України № 613 від 21.06.2016 р. «Уніфікований клінічний протокол первинної, вторинної (спеціалізованої), третинної (високоспеціалізованої) медичної допомоги. Вірусний гепатит В у дорослих»
- Наказ МОЗ України № 233 від 02.04.2014 р. «Уніфікований клінічний протокол первинної, вторинної (спеціалізованої) медичної допомоги дорослим та дітям. Вірусний гепатит С»
- Наказ МОЗ України № 110 від 14.02.2012 р. «Про затвердження форм первинної облікової документації та Інструкцій щодо їх заповнення, що використовуються у закладах охорони здоров’я незалежно від форми власності та підпорядкування»
- Наказ МОЗ України № 435 від 29.05.2013 р. «Про затвердження форм первинної облікової документації та інструкцій щодо їх заповнення, що використовуються у закладах охорони здоров’я, які надають амбулаторно-поліклінічну та стаціонарну допомогу населенню, незалежно від підпорядкування та форми власності»
- Наказ МОЗ України № 164 від 05.07.1999 р. «Про затвердження інструкцій, регламентуючих діяльність закладів служби крові України»
- Наказ МОЗ України № 684 від 18.08.2010 р. «Про затвердження Стандарту інфекційного контролю за туберкульозом в лікувально-профілактичних закладах, місцях довгострокового перебування людей та проживання хворих на туберкульоз»
- Наказ МОЗ України № 620 від 04.09.2014 р. «Про затвердження та впровадження медико-технологічних документів зі стандартизації медичної допомоги при туберкульозі»
- Наказ МОЗ України № 610 від 03 квітня 2018 року «Про внесення змін до Правил зберігання та проведення контролю якості лікарських засобів у лікувально-профілактичних закладах»[13]

## Наукова періодика
Станом на 2023 рік в світі існує більше 200 наукових журналів, присвячених діяльності медичних сестер. Ці журнали публікують статті наукових досліджень, оглядові статті та огляди літератури, описи клінічних випадків, створені і націлені на аудиторію медичних сестер. Приклади таких публікацій:
- Green A. A., & Kinchen E. V. (2021). Вплив медитації усвідомленості на стрес і вигорання у медсестер. Journal of Holistic Nursing, 39(4), 356–368. doi:10.1177/08980101211015818.
- Surya Melti; Zuriati Zuriati та ін. (2020). Медсестринська ароматерапія з використанням лаванди з есенцією троянди для лікування післяопераційного болю. Enfermería Clínica (ісп.) 30. doi:10.1016/j.enfcli.2020.02.001.
- Schneider M. A. (2018). Вплив прослуховування музики на післяопераційний біль у дорослих ортопедичних пацієнтів (англ.) Journal of Holistic Nursing, 36(1), 23–32. doi:10.1177/0898010116677383.

## Додаткова література

### Книги
- Історія медицини і медсестринства: навчальний посібник (ВНЗ І—ІІІ р. а.) / Л.Ф. Луцик, В.Р. Малюта, В.І. Мельник та ін. / К.: ВСВ «Медицина», 2018. - 376 с.+32 кол. ISBN 978-617-505-546-5
- Сестринська справа: підручник (ВНЗ І—ІІІ р. а.) / Н.М. Касевич, І.О. Петряшев, В.В. Сліпченко та ін.; за ред. В.І. Литвиненка. — 3-є вид., випр., 2017. - 816 с. ISBN 978-617-505-362-1.

### Журнали
- Journal of Advanced Nursing
- Worldviews on Evidence-Based Nursing
- Journal of Holistic Nursing
- Evidence-based Nursing
- Advances in Nursing Science
- та багато інших.

### Статті
- Green A. A., & Kinchen E. V. (2021). Вплив медитації усвідомленості на стрес і вигорання у медсестер. Journal of Holistic Nursing, 39(4), 356–368. doi:10.1177/08980101211015818.

### Відео
- Я Медична Сестра. Відео до Міжнародного дня медсестринства 12 травня 2020 року youtube, 1хв 14сек